# فرمان میلان

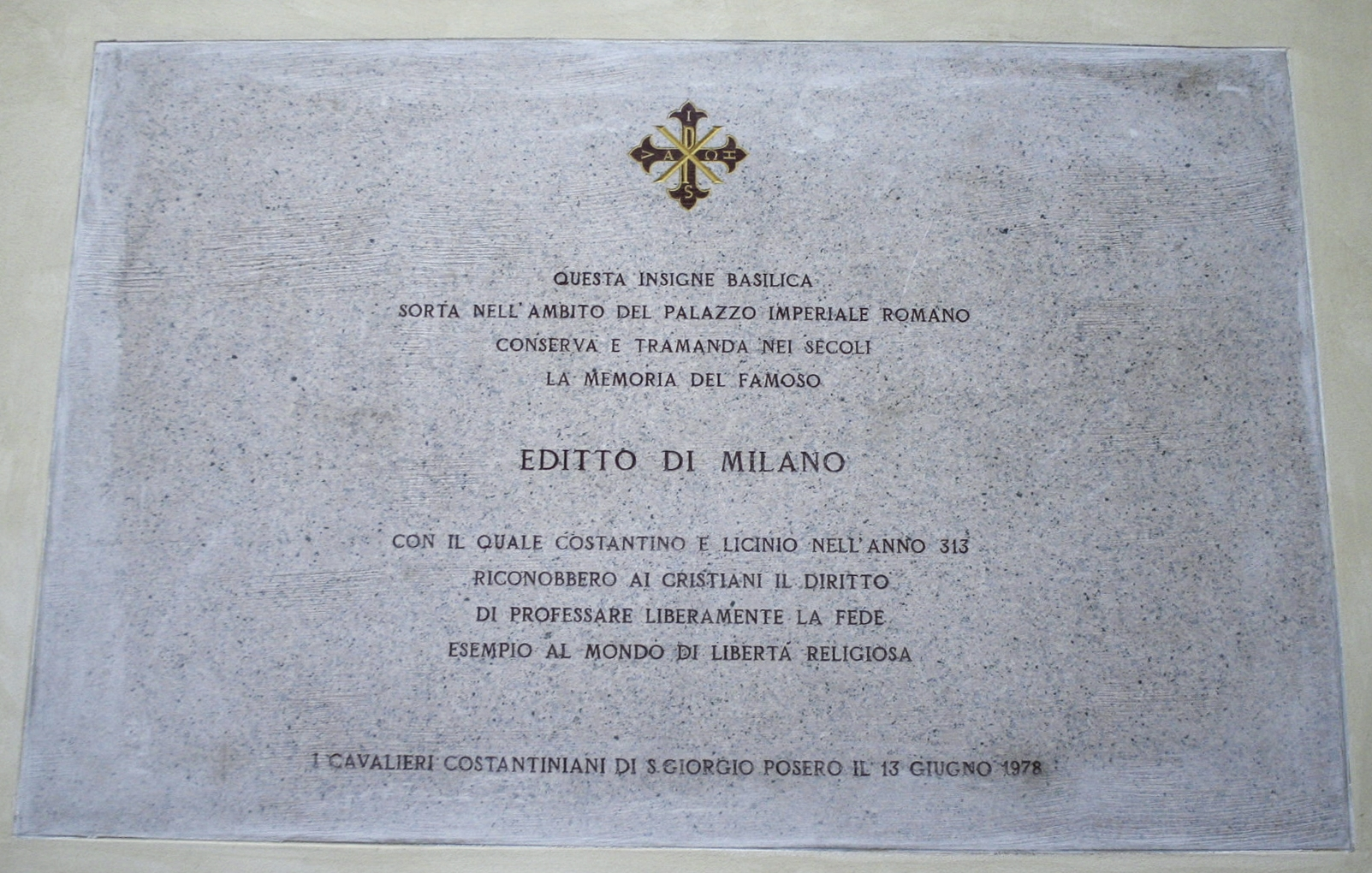
لوحی از سال 1978 که یادبود تدوین فرمان میلان در سال 313 پس از میلاد است و در کاخ امپراتوری روی ویرانه های کلیسا قرار دارد.

فرمان میلان به نامهٔ امضا شده توسط کنستانتین بزرگ و لیسینیوس در سال ۳۱۳ میلادی گفته می‌شود. در این نامه دین مسیحیت در امپراتوری روم آزاد اعلام شده‌است. این فرمان مدت کمی بعد از آخرین و شدیدترین آزار و اذیت مسیحیان در روم صادر شد.
در زمان صدور این فرمان در سال ۳۱۳ میلادی کنستانتین بزرگ بر بخش غربی امپراتوری روم و لیسینیوس بر بخش شرقی امپراتوری روم حکمرانی می‌کردند. این فرمان در میلان و در طی جشن ازدواج لیسینیوس با ناخواهری کوچکتر کنستانتین بزرگ امضاء شد. از این فرمان دو نسخه یکی به زبان لاتین و دیگری به زبان یونانی موجود است.

## تأثیر بر مسیحیان ایران
مسیحیت در سال ۳۰۰ میلادی در ارمنستان به رسمیت شناخته شد و کنستانتین بزرگ امپراتور روم نیز در سال ۳۱۳ میلادی فرمان آزادی مسیحیان را صادر کرد. وی از مسیحیان حمایت می‌کرد و هنگام جنگ، اسقفان و روحانیون مسیحی را به همراه داشت تا برای پیروزی او دعا کنند. کنستانتین حتی در سال ۳۳۷ میلادی و کمی پیش از مرگ، در نامه‌ای خطاب به شاپور دوم، چنین نوشت: «در دین آنها (مسیحیان) چیزی با طبیعتی ناپسند وجود ندارد، آنها صلح‌جویانه خداوند را عبادت می‌کنند، چون او از خونریزی خشنود نمی‌شود و تنها از روح پاکی که وقف نیکی و دین است، لذت می‌برد. پس آنها که چنین باور دارند، شایسته احترامند.» وی به شاپور دوم خاطر نشان کرد که «در صورت مدارا با مسیحیان، خداوند با او همراه خواهد بود» و به این ترتیب شاپور دوم را به ضرورت حمایت از اتباع مسیحی در ایران، ملزم ساخت. شاپور به اتحاد مسیحیان و به ویژه مسیحیان ساکن نواحی غربی با رومی‌ها، یقین داشت. در واقع برخی مسیحیان ایران نیز امیدوار بودند که تحت حمایت کنستانتین باشند و از محدودیت‌ها و مشکلاتی که حکمرانان پیش از شاپور بر مسیحیان اعمال کردند، در امان بمانند. بدین ترتیب بود که با شروع مقدمات جنگ بین ایران و روم در ثلث آغازین قرن چهارم میلادی، مسیحیان ساکن مرزهای غربی ایران در جنگ با روم شرکت نکردند و حتی برخی به این پیشگویی باور داشتند که پیروزی ایران در جنگ با روم، نشانه‌ای است از غضب خداوند؛ اما بنا بر پیشگویی‌های مذهبی به پیروزی رومی‌ها امیدوار بودند.
نامه‌ای از شاپور دوم به امرای نواحی غربی ایران، مبین بی‌اعتمادی وی نسبت مسیحیان آن نواحی و یقین وی بر مناسبات مسیحیان با روم است. وی در این نامه دستگیری سیمون بارصبع رئیس کلیسای مسیحیان ایران و دریافت خراج مسیحیان از او تأکید می‌کند و یادآور می‌شود، «در حالی که او درگیر جنگ با روم است، مسیحیان در ناز و نعمت به سر می‌برند و دوستدار دشمن ما قیصرند.» به این ترتیب بود که مدتی بعد از وقوع جنگ بین ایران و روم در سال ۳۳۹ میلادی که بیش از بیست سال ادامه یافت، تعقیب، تبعید و در برخی موارد کشتار مسیحیان نواحی غربی ایران آغاز شد.